# 卡利俄 (北达科他州)
卡利俄（英語：Calio），是美国北达科他州下属的一座城市。根据2010年美国人口普查，该市有人口22人。